# Martin Keown
Martin Raymond Keown (Oxford, 24 luglio 1966) è un ex calciatore inglese, di ruolo difensore.

## Carriera
Iniziò la carriera professionistica nel 1984 all'Arsenal, in cui militò fino al 1986, tranne che per un periodo trascorso in prestito al Brighton nel 1985. Nel 1986 si trasferì a Birmingham, nell'Aston Villa. Nel 1989 passò all'Everton, prima di tornare all'Arsenal nel 1993, per restarci fino al 2004, anno in cui si accasò al Leicester City. Chiuse momentaneamente la carriera nel 2005 al Reading, tornando all'attività agonistica nella stagione 2012-2013, ingaggiato dalla società semiprofessionistica inglese del Wembley.
Conta 43 presenze con la Nazionale inglese, con la cui maglia ha segnato 2 gol.

## Statistiche

### Cronologia presenze e reti in nazionale
| Cronologia completa delle presenze e delle reti in nazionale ― Inghilterra | Cronologia completa delle presenze e delle reti in nazionale ― Inghilterra | Cronologia completa delle presenze e delle reti in nazionale ― Inghilterra | Cronologia completa delle presenze e delle reti in nazionale ― Inghilterra | Cronologia completa delle presenze e delle reti in nazionale ― Inghilterra | Cronologia completa delle presenze e delle reti in nazionale ― Inghilterra | Cronologia completa delle presenze e delle reti in nazionale ― Inghilterra | Cronologia completa delle presenze e delle reti in nazionale ― Inghilterra |
| Data                                                                       | Città                                                                      | In casa                                                                    | Risultato                                                                  | Ospiti                                                                     | Competizione                                                               | Reti                                                                       | Note                                                                       |
| -------------------------------------------------------------------------- | -------------------------------------------------------------------------- | -------------------------------------------------------------------------- | -------------------------------------------------------------------------- | -------------------------------------------------------------------------- | -------------------------------------------------------------------------- | -------------------------------------------------------------------------- | -------------------------------------------------------------------------- |
| 19-2-1992                                                                  | Londra                                                                     | Inghilterra                                                                | 2 – 0                                                                      | Francia                                                                    | Amichevole                                                                 | -                                                                          |                                                                            |
| 25-3-1992                                                                  | Praga                                                                      | Cecoslovacchia                                                             | 2 – 2                                                                      | Inghilterra                                                                | Amichevole                                                                 | 1                                                                          |                                                                            |
| 29-4-1992                                                                  | Mosca                                                                      | Comunità degli Stati Indipendenti                                          | 2 – 2                                                                      | Inghilterra                                                                | Amichevole                                                                 | -                                                                          |                                                                            |
| 12-5-1992                                                                  | Budapest                                                                   | Ungheria                                                                   | 0 – 1                                                                      | Inghilterra                                                                | Amichevole                                                                 | -                                                                          |                                                                            |
| 17-5-1992                                                                  | Londra                                                                     | Inghilterra                                                                | 1 – 1                                                                      | Brasile                                                                    | Amichevole                                                                 | -                                                                          |                                                                            |
| 3-6-1992                                                                   | Helsinki                                                                   | Finlandia                                                                  | 1 – 2                                                                      | Inghilterra                                                                | Amichevole                                                                 | -                                                                          |                                                                            |
| 11-6-1992                                                                  | Malmö                                                                      | Danimarca                                                                  | 0 – 0                                                                      | Inghilterra                                                                | Euro 1992 - 1º turno                                                       | -                                                                          | 13’                                                                        |
| 14-6-1992                                                                  | Malmö                                                                      | Inghilterra                                                                | 0 – 0                                                                      | Francia                                                                    | Euro 1992 - 1º turno                                                       | -                                                                          |                                                                            |
| 17-6-1992                                                                  | Stoccolma                                                                  | Svezia                                                                     | 2 – 1                                                                      | Inghilterra                                                                | Euro 1992 - 1º turno                                                       | -                                                                          |                                                                            |
| 28-4-1993                                                                  | Londra                                                                     | Inghilterra                                                                | 2 – 2                                                                      | Paesi Bassi                                                                | Qual. Mondiali 1994                                                        | -                                                                          | 75’                                                                        |
| 19-6-1993                                                                  | Pontiac                                                                    | Inghilterra                                                                | 1 – 2                                                                      | Germania                                                                   | US Cup 1993                                                                | -                                                                          | 53’                                                                        |
| 29-3-1997                                                                  | Londra                                                                     | Inghilterra                                                                | 2 – 0                                                                      | Messico                                                                    | Amichevole                                                                 | -                                                                          |                                                                            |
| 24-5-1997                                                                  | Manchester                                                                 | Inghilterra                                                                | 2 – 1                                                                      | Sudafrica                                                                  | Amichevole                                                                 | -                                                                          |                                                                            |
| 4-6-1997                                                                   | Nantes                                                                     | Inghilterra                                                                | 2 – 0                                                                      | Italia                                                                     | Tournoi de France 1997                                                     | -                                                                          |                                                                            |
| 10-6-1997                                                                  | Parigi                                                                     | Brasile                                                                    | 1 – 0                                                                      | Inghilterra                                                                | Tournoi de France 1997                                                     | -                                                                          | 19’                                                                        |
| 25-3-1998                                                                  | Berna                                                                      | Svizzera                                                                   | 1 – 1                                                                      | Inghilterra                                                                | Amichevole                                                                 | -                                                                          |                                                                            |
| 27-5-1998                                                                  | Casablanca                                                                 | Marocco                                                                    | 0 – 1                                                                      | Inghilterra                                                                | Amichevole                                                                 | -                                                                          |                                                                            |
| 29-5-1998                                                                  | Casablanca                                                                 | Belgio                                                                     | 0 – 0                                                                      | Inghilterra                                                                | Amichevole                                                                 | -                                                                          |                                                                            |
| 18-11-1998                                                                 | Londra                                                                     | Inghilterra                                                                | 2 – 0                                                                      | Rep. Ceca                                                                  | Amichevole                                                                 | -                                                                          |                                                                            |
| 10-2-1999                                                                  | Londra                                                                     | Inghilterra                                                                | 0 – 2                                                                      | Francia                                                                    | Amichevole                                                                 | -                                                                          | 86’                                                                        |
| 27-3-1999                                                                  | Londra                                                                     | Inghilterra                                                                | 3 – 1                                                                      | Polonia                                                                    | Qual. Euro 2000                                                            | -                                                                          |                                                                            |
| 28-4-1999                                                                  | Budapest                                                                   | Ungheria                                                                   | 1 – 1                                                                      | Inghilterra                                                                | Amichevole                                                                 | -                                                                          |                                                                            |
| 5-6-1999                                                                   | Londra                                                                     | Inghilterra                                                                | 0 – 0                                                                      | Svezia                                                                     | Qual. Euro 2000                                                            | -                                                                          | 35’                                                                        |
| 4-9-1999                                                                   | Londra                                                                     | Inghilterra                                                                | 6 – 0                                                                      | Lussemburgo                                                                | Qual. Euro 2000                                                            | -                                                                          |                                                                            |
| 8-9-1999                                                                   | Varsavia                                                                   | Polonia                                                                    | 0 – 0                                                                      | Inghilterra                                                                | Qual. Euro 2000                                                            | -                                                                          |                                                                            |
| 10-10-1999                                                                 | Sunderland                                                                 | Inghilterra                                                                | 2 – 1                                                                      | Belgio                                                                     | Amichevole                                                                 | -                                                                          |                                                                            |
| 13-11-1999                                                                 | Glasgow                                                                    | Scozia                                                                     | 0 – 2                                                                      | Inghilterra                                                                | Qual. Euro 2000                                                            | -                                                                          |                                                                            |
| 23-2-2000                                                                  | Londra                                                                     | Inghilterra                                                                | 0 – 0                                                                      | Argentina                                                                  | Amichevole                                                                 | -                                                                          | 46’                                                                        |
| 27-5-2000                                                                  | Londra                                                                     | Inghilterra                                                                | 1 – 1                                                                      | Brasile                                                                    | Amichevole                                                                 | -                                                                          |                                                                            |
| 3-6-2000                                                                   | Ta' Qali                                                                   | Malta                                                                      | 1 – 2                                                                      | Inghilterra                                                                | Amichevole                                                                 | 1                                                                          | 59’                                                                        |
| 12-6-2000                                                                  | Eindhoven                                                                  | Portogallo                                                                 | 3 – 2                                                                      | Inghilterra                                                                | Euro 2000 - 1º turno                                                       | -                                                                          | 82’                                                                        |
| 17-6-2000                                                                  | Charleroi                                                                  | Inghilterra                                                                | 1 – 0                                                                      | Germania                                                                   | Euro 2000 - 1º turno                                                       | -                                                                          |                                                                            |
| 20-6-2000                                                                  | Charleroi                                                                  | Inghilterra                                                                | 2 – 3                                                                      | Romania                                                                    | Euro 2000 - 1º turno                                                       | -                                                                          |                                                                            |
| 2-9-2000                                                                   | Parigi                                                                     | Francia                                                                    | 1 – 1                                                                      | Inghilterra                                                                | Amichevole                                                                 | -                                                                          |                                                                            |
| 7-10-2000                                                                  | Londra                                                                     | Inghilterra                                                                | 0 – 1                                                                      | Germania                                                                   | Qual. Mondiali 2002                                                        | -                                                                          |                                                                            |
| 11-10-2000                                                                 | Helsinki                                                                   | Finlandia                                                                  | 0 – 0                                                                      | Inghilterra                                                                | Qual. Mondiali 2002                                                        | -                                                                          | cap.                                                                       |
| 25-5-2001                                                                  | Derby                                                                      | Inghilterra                                                                | 4 – 0                                                                      | Messico                                                                    | Amichevole                                                                 | -                                                                          | 46’                                                                        |
| 6-6-2001                                                                   | Atene                                                                      | Grecia                                                                     | 0 – 2                                                                      | Inghilterra                                                                | Qual. Mondiali 2002                                                        | -                                                                          |                                                                            |
| 15-8-2001                                                                  | Londra                                                                     | Inghilterra                                                                | 0 – 2                                                                      | Paesi Bassi                                                                | Amichevole                                                                 | -                                                                          | 50’                                                                        |
| 6-10-2001                                                                  | Manchester                                                                 | Inghilterra                                                                | 2 – 2                                                                      | Grecia                                                                     | Qual. Mondiali 2002                                                        | -                                                                          |                                                                            |
| 17-4-2002                                                                  | Liverpool                                                                  | Inghilterra                                                                | 4 – 0                                                                      | Paraguay                                                                   | Amichevole                                                                 | -                                                                          | 46’                                                                        |
| 21-5-2002                                                                  | Seogwipo                                                                   | Corea del Sud                                                              | 2 – 2                                                                      | Inghilterra                                                                | Amichevole                                                                 | -                                                                          | 46’                                                                        |
| 26-5-2002                                                                  | Kobe                                                                       | Camerun                                                                    | 1 – 1                                                                      | Inghilterra                                                                | Amichevole                                                                 | -                                                                          | 46’                                                                        |
| Totale                                                                     |                                                                            | Presenze                                                                   | 43                                                                         |                                                                            | Reti                                                                       | 2                                                                          |                                                                            |

## Palmarès

### Club

#### Competizioni nazionali
- Campionato inglese: 3

Arsenal: 1997-1998, 2001-2002, 2003-2004
- Coppa d'Inghilterra: 3

Arsenal: 1997-1998, 2001-2002, 2002-2003
- Charity/Community Shield: 3

Arsenal: 1998, 1999, 2002

#### Competizioni internazionali
- Coppa delle Coppe: 1

Arsenal: 1993-1994